# Santi Bonifacio e Alessio

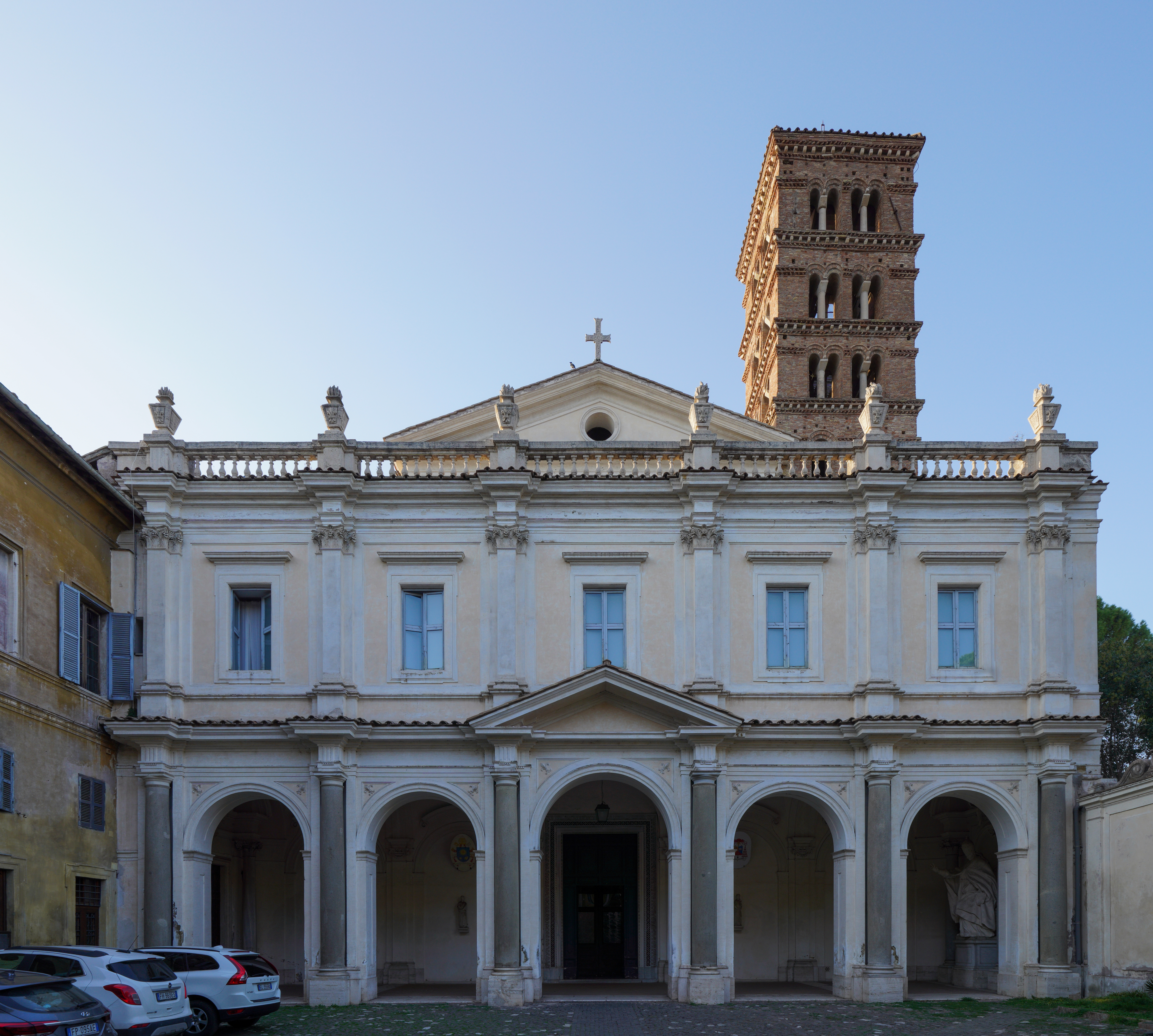
Basilika Santi Bonifacio e Alessio auf dem Aventin

Die Basilika Santi Bonifacio e Alessio (lat. Sancti Bonifatii et Alexii), kurz meist Sant’Alessio, ist eine Titelkirche in Rom. Sie ist den hll. Bonifatius von Tarsus und Alexius von Edessa gewidmet und steht auf dem Aventin, dem südlichsten der sieben Hügel Roms, der heute zum Stadtteil Ripa gehört. Dieser XII. Stadtteil zeigt im Wappen ein weißes Schiffssteuerrad als Reminiszenz an den alten Tiberhafen.

## Geschichte

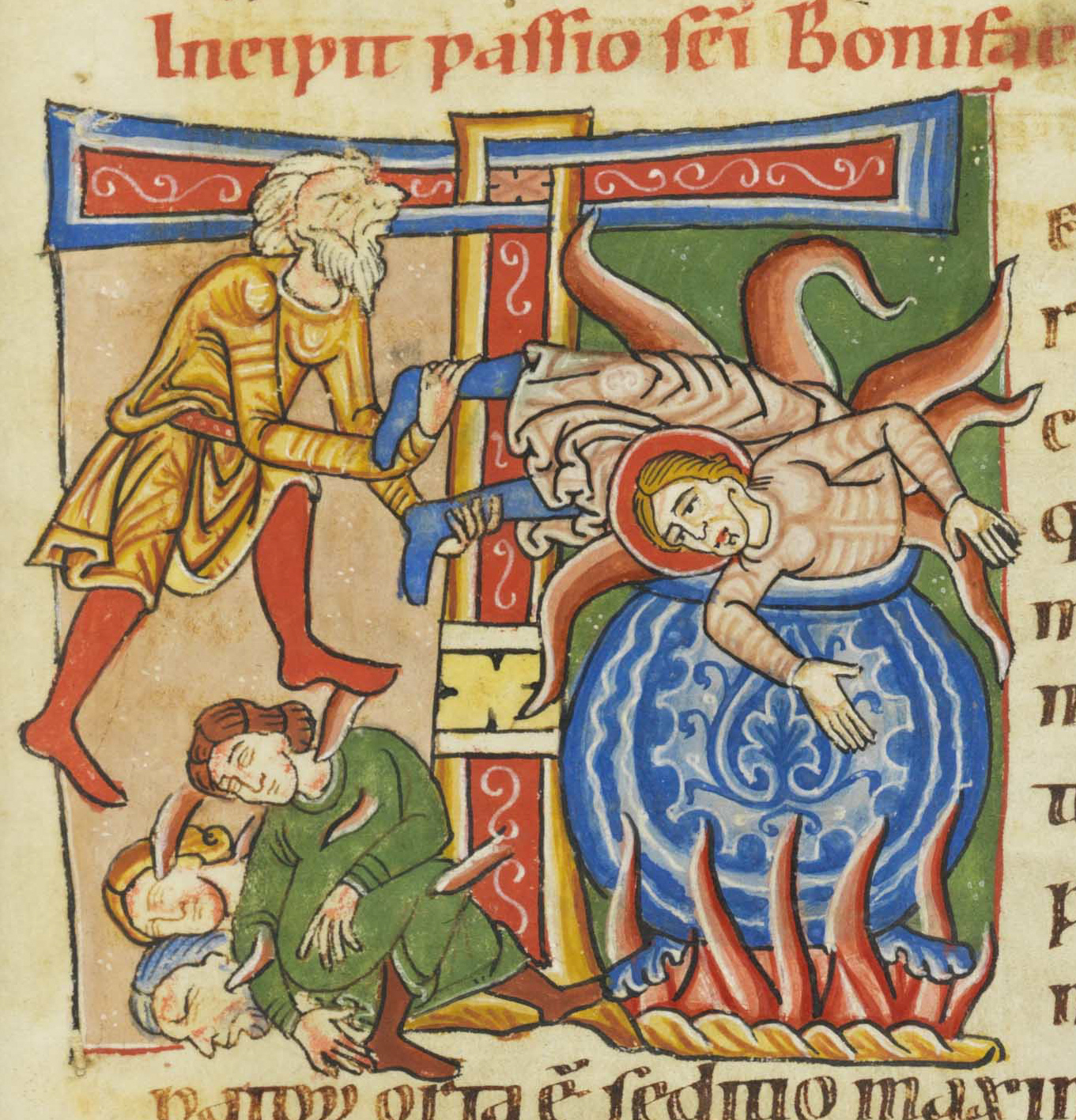
Martyrium des Bonifatius von Tarsus, Weißenauer Passionale, Coligny / Schweiz, Codex Bodmer 127, fol. 71r

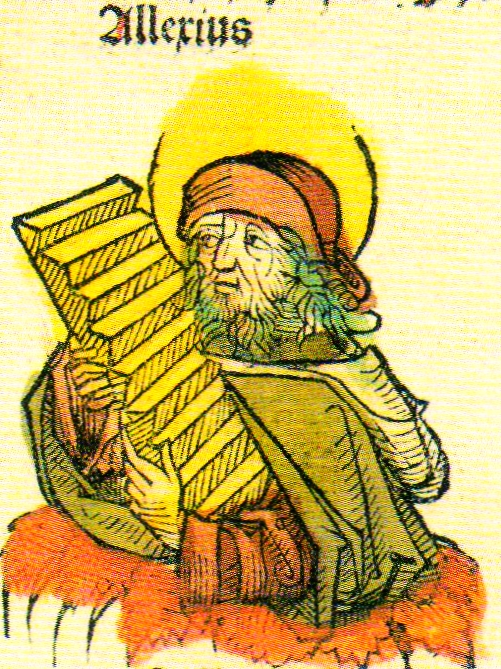
Alexius der Einsiedler mit seinem Attribut der Treppe, Weltchronik von Hartmann Schedel, 1493

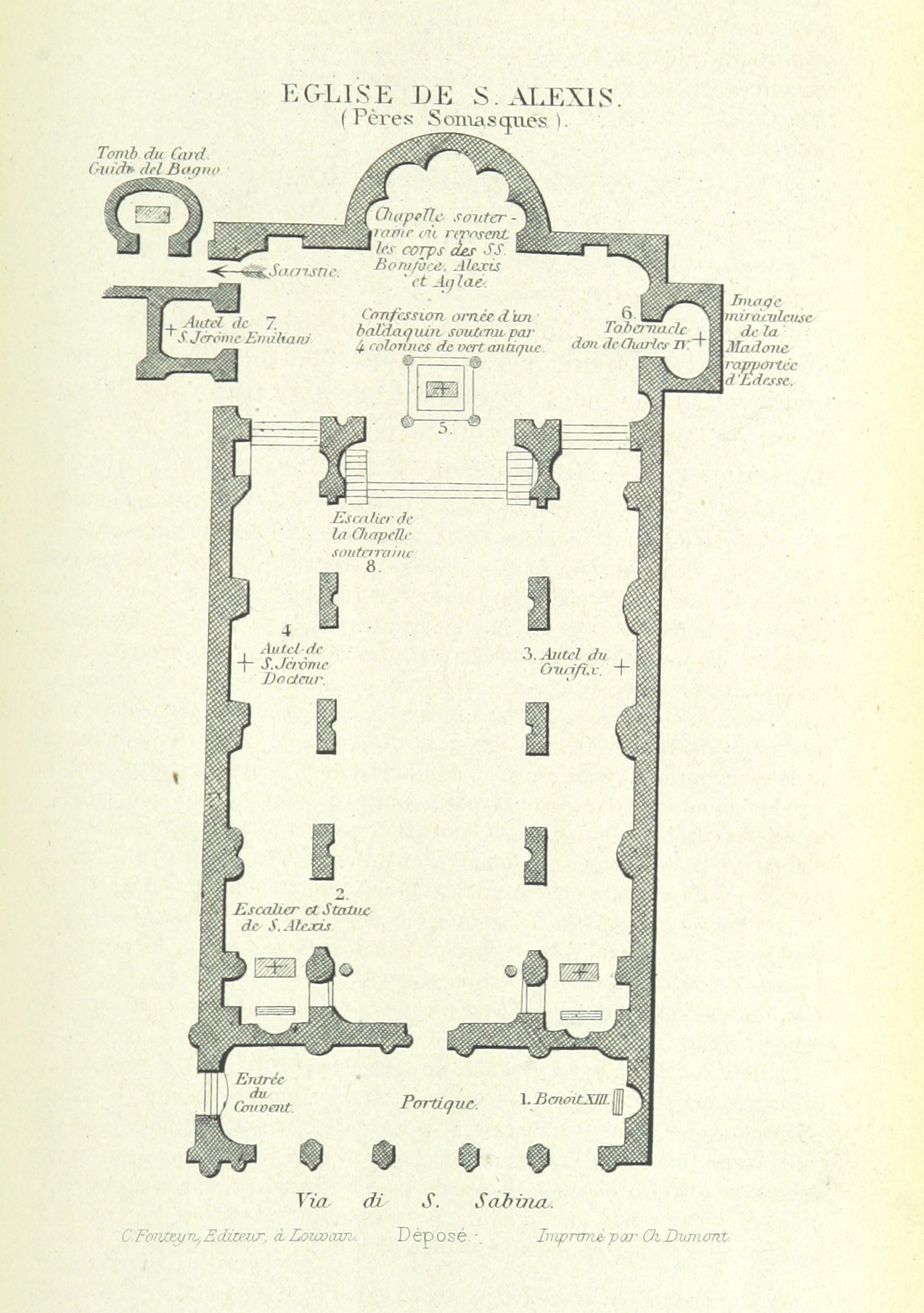
Grundriss des barocken Umbaus, um 1750

Über Zeit und Umstände der ersten Kirchengründung liegen nur legendäre Berichte vor. Nach dem Martyrologium Romanum soll Anfang des 4. Jahrhunderts auf dem Aventin ein Oratorium gestiftet worden sein, um die Reliquien des römischen Patriziersohnes Bonifatius von Tarsus aufnehmen zu können, die vorher außerhalb der Stadt an der Via Latina beigesetzt gewesen waren. Dieser Bonifatius soll während der Christenverfolgungen zu Beginn des 4. Jahrhunderts in Tarsus als Märtyrer gestorben sein. Im 7. Jahrhundert wird im sogenannten Katalog von Salzburg die erste Kirche erwähnt als Basilica sci. Bonifati mar. ubi ipse dormit. Unter Papst Leo III. (795–816) wird die Kirche reich ausgestattet und im Liber Pontificalis als Diakonie bezeichnet.
Seit Ende des 10. Jahrhunderts ist die Verehrung des Einsiedlers Alexius von Edessa in Rom nachgewiesen. Papst Benedikt VII. (974–983) übergab Kirche und Kloster dem nach Rom geflohenen griechischen Metropoliten Sergius von Damaskus, unter dem die Mönchsgemeinschaft aus griechischen Basilianern und Benediktinern sich zu einer der bedeutendsten der Stadt entwickelte. Zu dieser Zeit wurde auch der hl. Alexius zum zweiten Kirchenpatron erhoben; die Klosterkirche wurde die bevorzugte Grablege für römische Adelsfamilien.
Nach der Alexius-Legende des 5. Jahrhunderts soll an der Stelle der heutigen Kirche das Elternhaus des zweiten Kirchenpatrons gestanden haben; er habe das Elternhaus kurz vor seiner Heirat verlassen und in Edessa als Einsiedler gelebt, sei später nach Rom zurückgekehrt und hätte bis zu seinem Tod unerkannt unter einer Treppe des Elternhauses als Bettler gelebt. Das legendäre Leben des Alexius war im Mittelalter und in der frühen Neuzeit häufiges Thema für Dichtung, Schauspiel und Musik; es entstanden auch Bruderschaften und Vereine zur Pflege von Kranken und Geistesschwachen.
1217 konnte Papst Honorius III. (1216–1227) den Neubau der Kirche SS. Bonifacio ed Alessio weihen. In den folgenden Jahren wechselten sich die Ordensgemeinschaften der Prämonstratenser und der Hieronymiten im Kloster ab. Während der umfassenden Restaurierung Ende des 16. Jahrhunderts entstanden außer dem Hochaltar auch eine neue Sakristei und der Kreuzgang mit dem Brunnen (1570). Zwischen 1744 und 1750 folgte die barocke Umgestaltung unter Beibehaltung der Außenmauern und der dreischiffigen Gliederung mit Querhaus und Apsis, aber mit Einbeziehung der Säulen in die neue Reihe von Pfeilern. Johann Baptist Baader wird das Deckenfresko der Bibliothek (1754) zugeschrieben. 1846 übernahm der Orden der Somasker (Mutterhaus in Somasca/Lombardei) das Kloster und unterhielt dort bis 1940 ein Blindeninstitut. Seit 1941 hat das Istituto nazionale di studi romani im Kloster seinen Sitz; dort wird wissenschaftliche Forschung betrieben zur Kenntnis der Stadt Rom von der Antike bis heute (historisch, archäologisch, kunsthistorisch und sprachlich).

## Baubeschreibung
Der romanische Kirchenbau von 1217 lag wie die heutige Kirche auf der höchsten Erhebung des Aventin, zwischen Santa Sabina und der Villa del Priorato di Malta mit der Kirche Santa Maria del Priorato, dem Sitz des Souveränen Malteserordens. Es war eine dreischiffige Säulenbasilika mit Querschiff und anschließender halbrunder Apsis, ausgerichtet von Südwesten nach Nordosten. Vor der Vorhalle hatte es wahrscheinlich auch ein Atrium gegeben. Im Innern trugen jeweils acht Säulen aus numidischem Marmor die Hochschiffwände. Bei den Säulen und verschiedenartigen Kapitellen handelte es sich um Spolien aus antiken Bauten der Umgebung. Ein offener Dachstuhl überdeckte das Mittelschiff und die Seitenschiffe. Von diesem Kirchenbau sind nur die Krypta und der Campanile erhalten geblieben.
Bei dem Umbau des 18. Jahrhunderts erhielt die Basilika eine zweigeschossige Fassade mit fünf Bogenöffnungen und farbig abgesetzten Granitsäulen, der mittlere Bogen über dem Portal durch einen Dreiecksgiebel hervorgehoben, das Ganze mit palastartiger Wirkung. Das Obergeschoss mit Rechteckfenstern über den Bogenöffnungen und der abschließende Architrav stammen aus dem 19. Jahrhundert. Erst dahinter wird die Abschlussmauer des Kirchenschiffs mit Dreiecksgiebel und Kreuz sichtbar.

## Kircheninneres

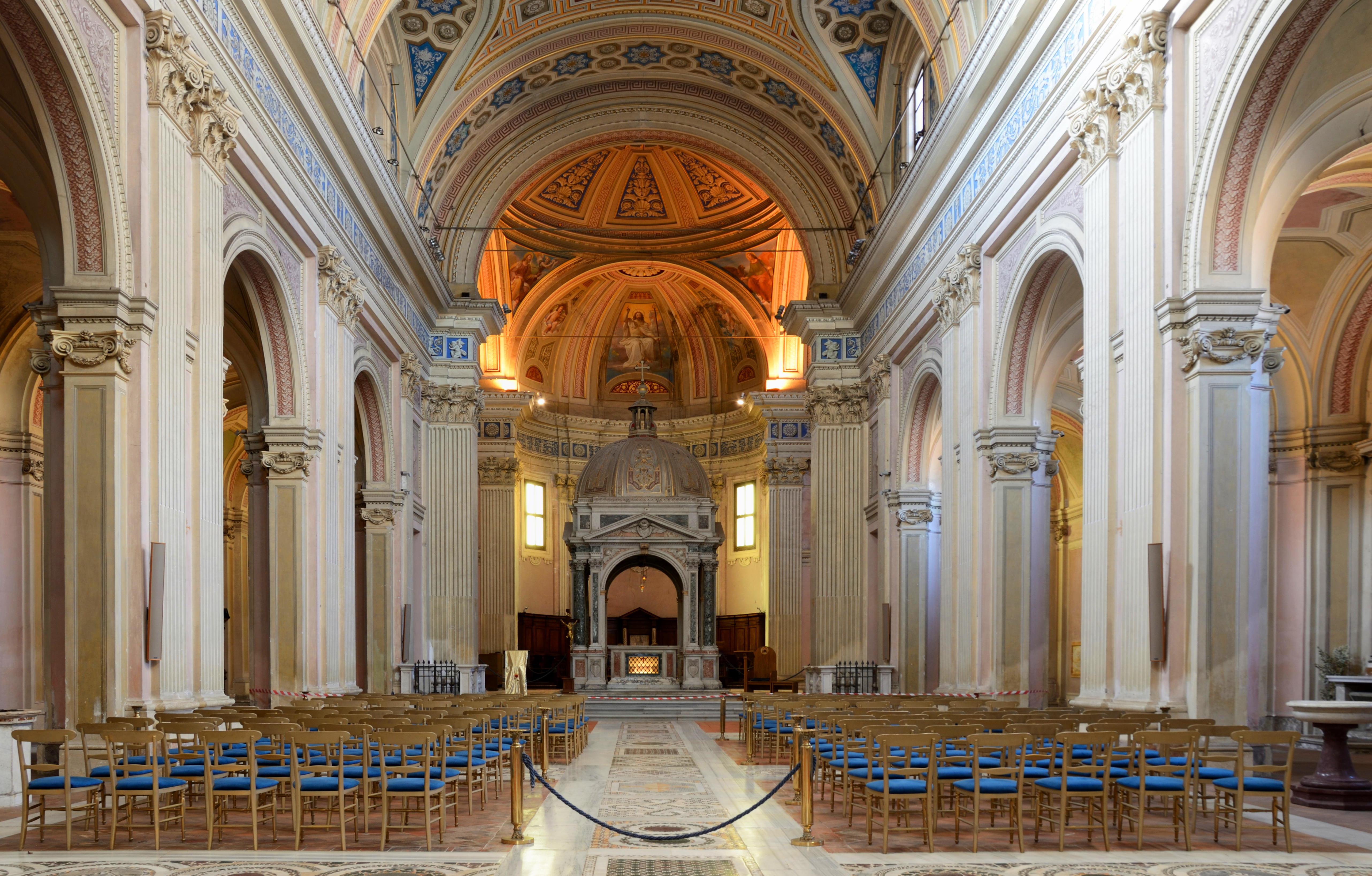
Mittelschiff und Chorraum mit Altar

Das vom romanischen Bau stammende Portal ist von spätantiken Marmorteilen mit Blattwerk gerahmt und mit buntem Steinmosaik der Cosmaten geschmückt. Die seitlich stehenden Leuchterengel stammen aus dem 14. Jahrhundert.
Der dreischiffige Bau des 13. Jahrhunderts ist erhalten geblieben, wurde aber umgestaltet in eine Pfeilerbasilika, bei der jeder Pfeiler seitlich zwei Pilaster hat, welche die Scheidbogen zu den Seitenschiffen tragen. Über dem Mittelschiff und den Querschiffen wölben sich Tonnengewölbe mit Stichkappen zu den Fensteröffnungen. Der Fußboden enthält noch Reste des Cosmatenmosaiks aus dem 13. Jahrhundert. In der Apsis haben sich Teile der Chorausstattung des 13. Jahrhunderts erhalten, darunter zwei (von ursprünglich 19) Cosmatensäulen, die in das Chorgestühl mit Bischofsthron eingebaut waren. Über dem Thron befindet sich eine Inschriftentafel mit einem Katalog der 1217 hier verwahrten Reliquien. Die Mensa des Hochaltars von 1582 wird überwölbt von einer achteckigen Kuppelschale mit Dreiecksgiebeln, getragen von vier Pfeilern mit Pilastern. In der Kuppelschale sind zahlreiche Stukkaturen, darunter die vier Evangelisten und jeweils dazwischen Darstellungen von „Humanitas“, „Divinitas“, „Sacerdotium“ und „Resurrectio“. Unter der Altarmensa werden die Reliquien der beiden Kirchenpatrone Bonifatius von Tarsus und Alexius von Edessa verwahrt.

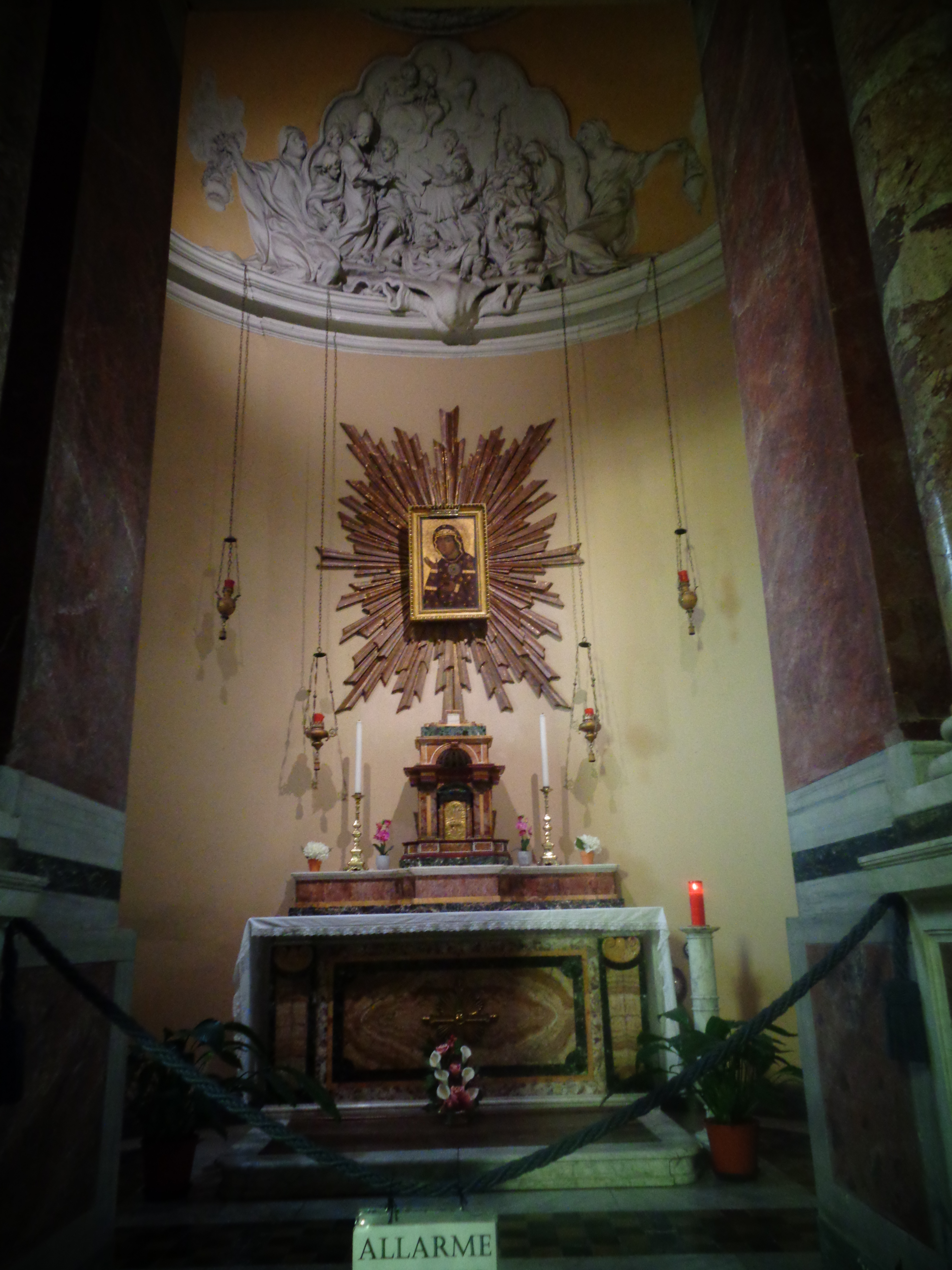
Marienkapelle im rechten Querhaus

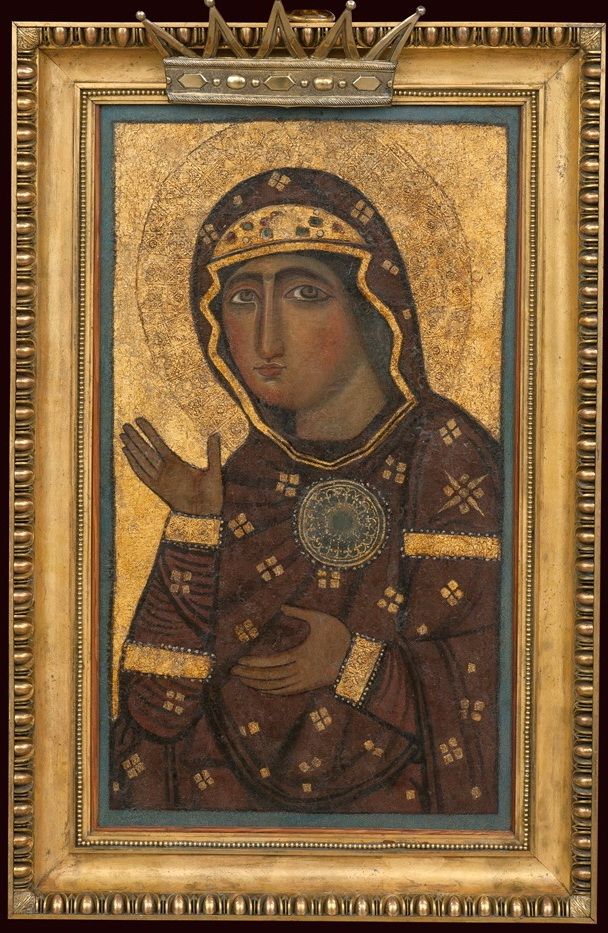
Ikone der Maria Advocata in der Marienkapelle (12./13. Jh.)

Auf dem Altar der Marienkapelle im rechten Querschiff befindet sich eine mittelalterliche Kopie der ältesten Marienikone Roms, der Maria Advocata, im Dominikanerinnenkloster Monastero di Santa Maria del Rosario in Rom. Wie bei dieser hochverehrten Ikone aus dem 6. Jahrhundert ist auch auf der Ikone von SS. Bonifacio e Alessio (75 × 50 cm) die Gottesmutter (ohne Kind) als Fürbitterin dargestellt. In seitlich gewendeter Halbfigur hat sie die Augen auf den Betrachter gerichtet und ihre Hände bittend erhoben. Der Kopf wird von dem Schultertuch (Maphorion) umhüllt. Der goldene Nimbus ist durch leichte Punzierung vom übrigen Goldgrund unterschieden. Maria setzt sich als Fürbitterin ein, indem sie ihre rechte Hand bis zur Schulter erhebt und sich so an Jesus Christus wendet, um die ihr anvertrauten Bitten an ihn weiterzuleiten. Bei dieser aus dem 12. oder 13. Jahrhundert stammenden Ikone soll es sich um ein Geschenk von König Karl IV. (Spanien) handeln, der die Marienkapelle 1814 restaurieren ließ. In den Seitenschiffen und im Querhaus sind zahlreiche Grabmäler aus verschiedenen Zeiten.
Vor den Stufen zum Hochaltar führen zwei Treppen zur Krypta unter dem Querhaus, die sich seit Beginn des 13. Jahrhunderts baulich nicht verändert hat. Der Altar wurde 1218 dem heiligen Thomas Becket (1118–1170) geweiht, dessen Reliquien hier ruhen. Der Altartisch wird von einer Säule und vier Pfeilern getragen. In der Mitte steht ein Bischofsthron, bestehend aus zwei Bogen eines Ziboriums mit Reliefornamentik des 9. Jahrhunderts. Der Raum hat ein Kreuzgratgewölbe, das von acht spätantiken Marmorsäulen mit Kämpferkapitellen getragen wird. Die Fresken (um 1218) zeigen die Evangelistensymbole und das Lamm Gottes, zwei Äbte mit quadratischem Nimbus, ein Christusmedaillon mit zwei anbetenden Engeln sowie ein Kreuz auf einem Thron, auf dem eine Taube (mit Nimbus) auf einem Buch sitzt. In der kleinen Apsis hinter dem Altar sind die Reste eines Freskos zu sehen, das Maria mit Kind zwischen den beiden Kirchenpatronen darstellt.

## Wieder entdecktes Fresko
Ein im Jahr 2005 entdecktes großformatiges Wandgemälde von ca. 1150, das inzwischen freigelegt und publiziert worden ist, hat nicht nur im Fachschrifttum für Aufmerksamkeit gesorgt. Auf dem bisher sichtbaren Teilstück von ca. 400 × 90 cm ist der heilige Alexius von Edessa als Pilger neben dem segnenden Christus dargestellt. Es befindet sich an einer schwer zugänglichen Wand zwischen dem Campanile des 12./13. Jahrhunderts und dem um 1745 entstandenen Vorbau der Basilika. Nach Ansicht der Kunsthistorikerin Claudia Viggiani, die das Wandgemälde nach langwieriger Spurensuche entdeckt hat, ist es um 1150 entstanden und in einem bemerkenswert guten Erhaltungszustand.
Alexius von Edessa war ein frühchristlicher Heiliger, der lange Zeit als Einsiedler in Edessa lebte und dann nach Rom zurückkehrte, wo er in den letzten Jahren vor seinem Tod im Jahr 430 unerkannt unter einer Treppe in seinem Elternhaus in Rom gelebt hat. Ende des 10. Jahrhunderts hatte die Verehrung dieses Heiligen stark zugenommen; in der Folge wurde er zum zweiten Kirchenpatron neben Bonifatius erhoben. Auf dem Fresko ist Alexius abgebildet in purpurfarbenem Umhang über den kurzen Kleidern eines Pilgers mit Pilgerstab und Nimbus sowie mit erhobener linker Hand, die auf Christus hindeutet. Neben ihm steht Christus, kenntlich durch den nur ihm zustehenden Kreuznimbus, ebenfalls ganzfigurig und frontal, allerdings wegen der noch nicht abgeschlossenen Freilegung erst zur Hälfte sichtbar, mit segnend erhobener rechter Hand. Das Fresko auf dunklem Hintergrund ist von einem polychromen Rahmen umgeben, der mit „außergewöhnlicher Raffinesse und unglaublich intakten Farben“ gemalt ist.